# Pyrus pashia
Pyrus pashia là loài thực vật có hoa trong họ Hoa hồng. Loài này được Buch.-Ham. ex D. Don miêu tả khoa học đầu tiên năm 1825.

## Hình ảnh

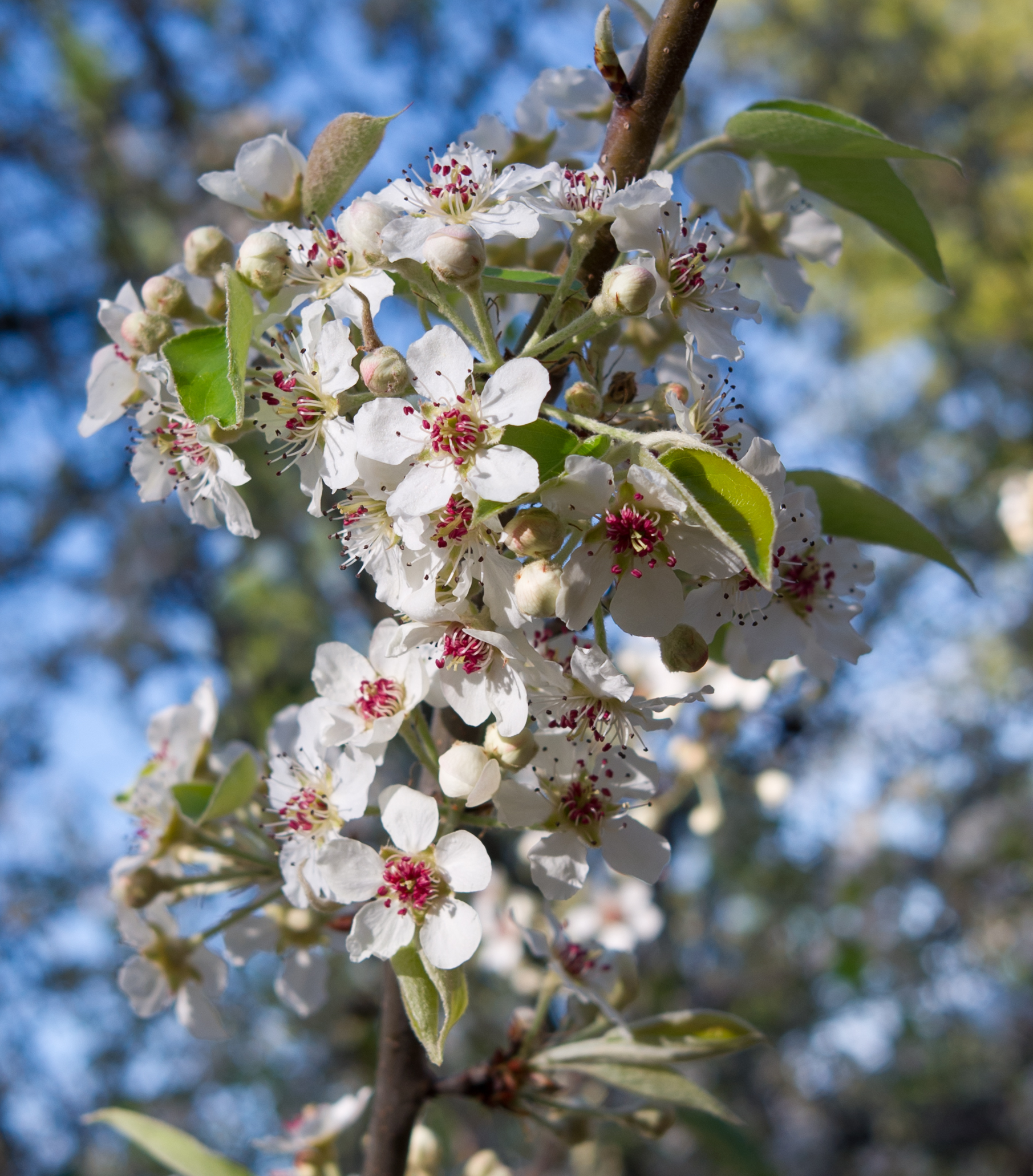
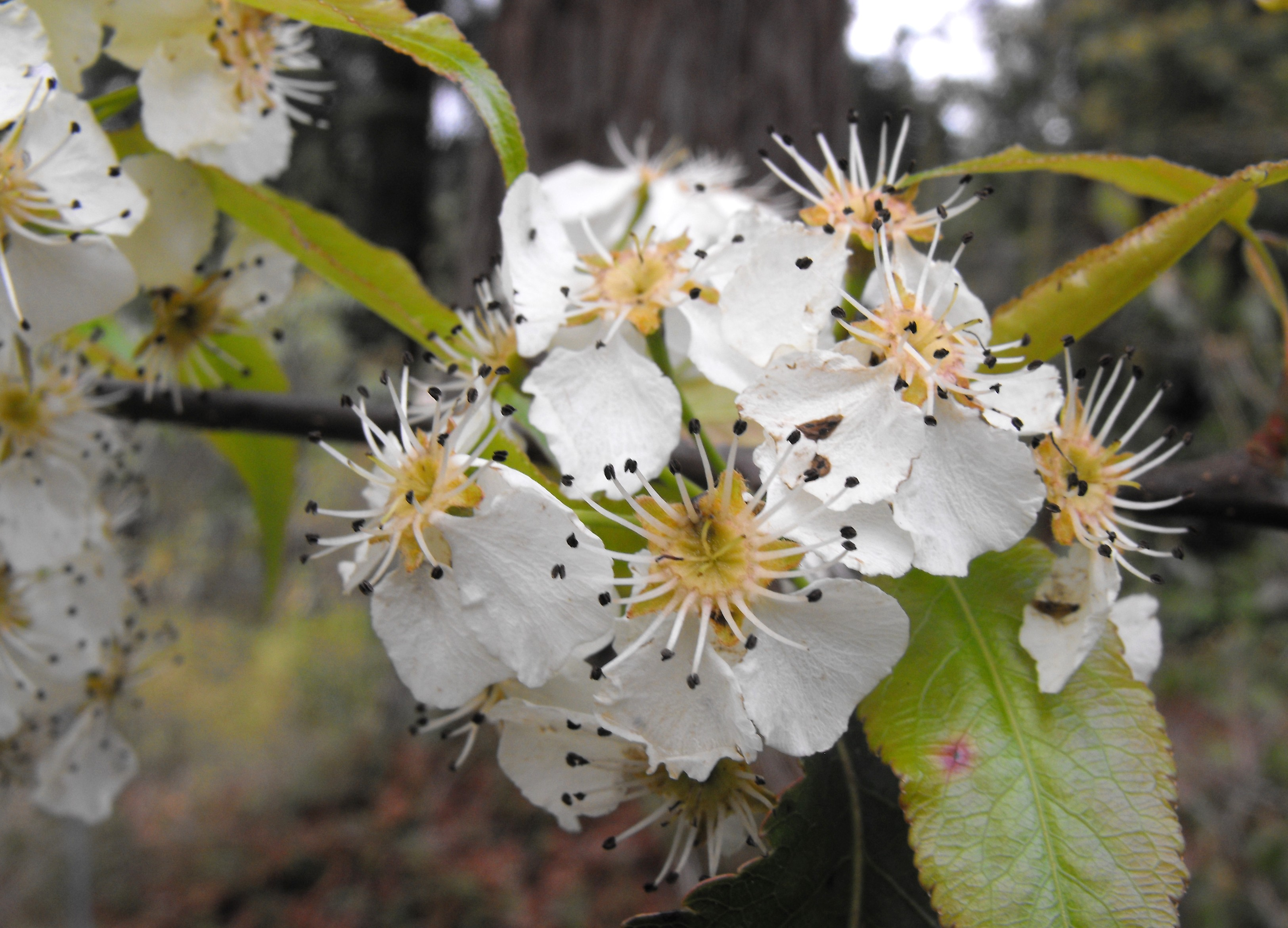
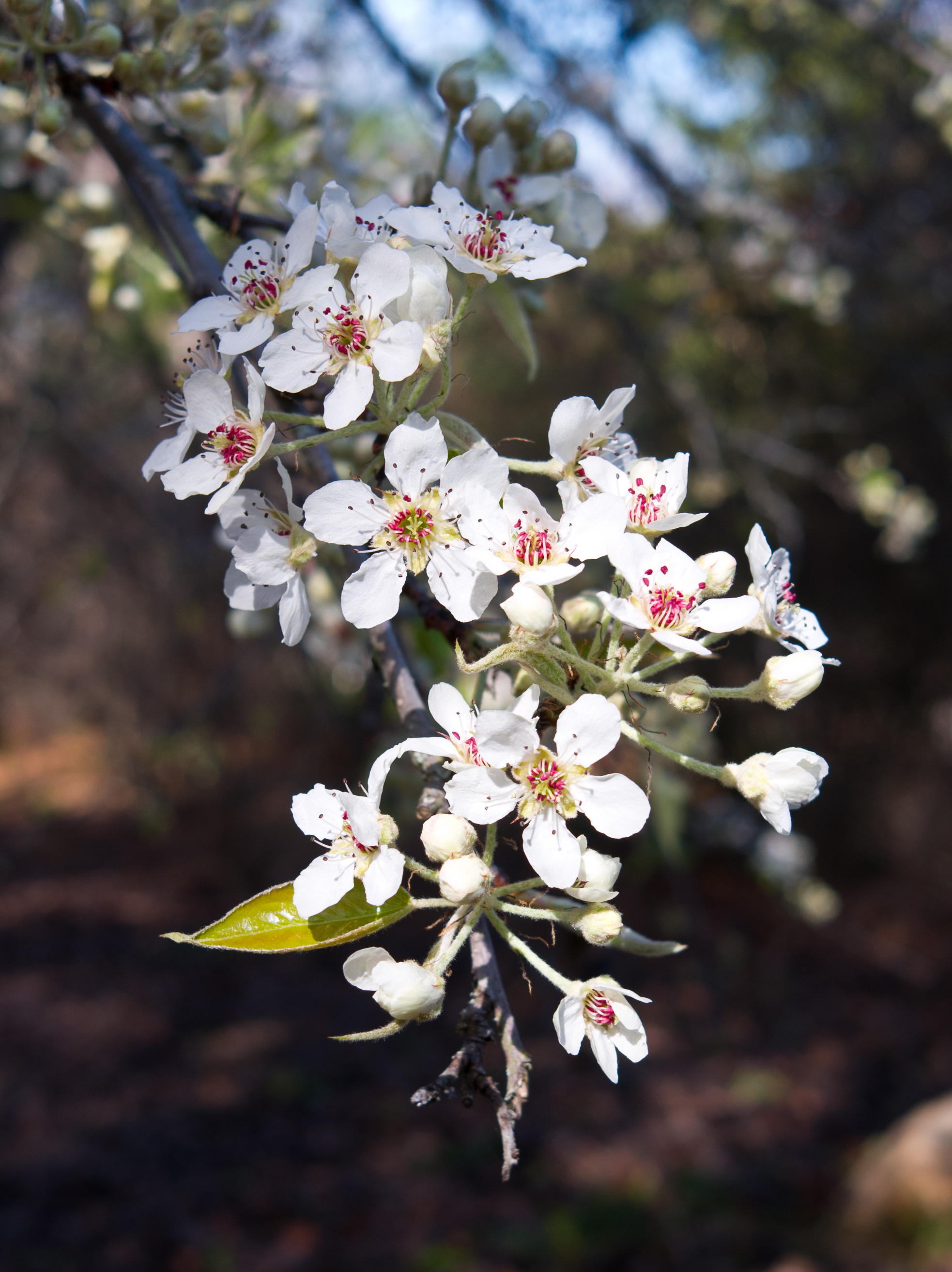
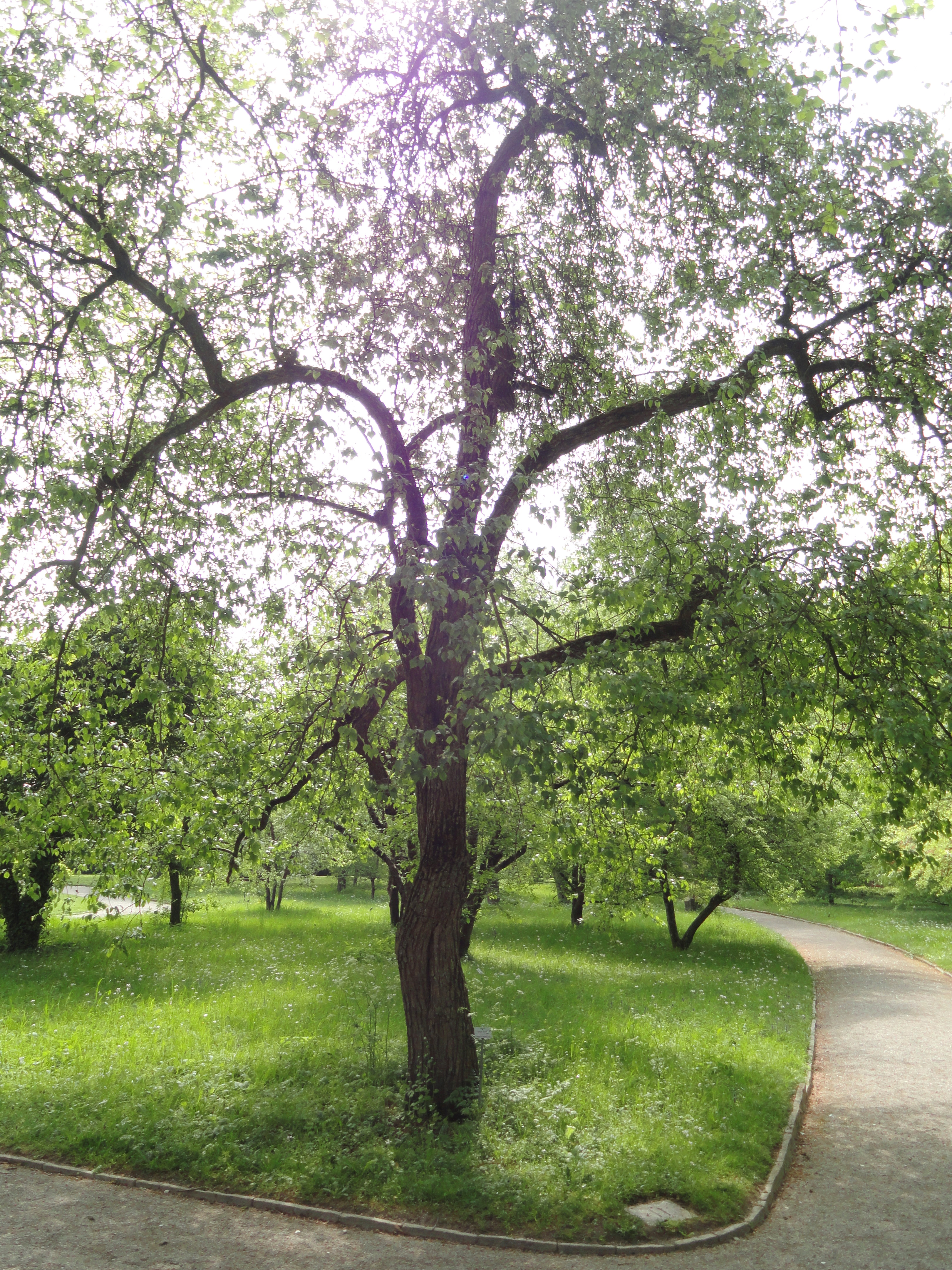